# Kerstgezel.nl
Kerstgezel.nl is een Nederlandse dramaserie uit 2020 geregisseerd door Paula van der Oest en Barbara Bredero voor Omroep MAX.
De serie speelt zich af rond de kerstperiode. De miniserie bestaat uit 4 afleveringen. De eerste werd uitgezonden op 10 december 2020 en trok 1,1 miljoen kijkers.

## Verhaal
Noor wordt nog voor de kerstdagen gedumpt door haar vriend. Hij is tevens haar baas, dus ze raakt ook haar baan kwijt. Noor besluit om met enkele vrienden een bemiddelingsbureau te beginnen voor eenzame mensen die een metgezel ('kerstgezel') nodig hebben voor kerstdiners en nieuwjaarsrecepties.

## Rolverdeling
| Acteur/actrice       | Personage  | Opmerking            |
| -------------------- | ---------- | -------------------- |
| Juliette van Ardenne | Noor Bloem | Kerstgezel           |
| Nora El Koussour     | Jan        | vriendin van Noor    |
| Nick Golterman       | Mikey      | vriend van Noor      |
| Fred Goessens        | Dirk       | vader van Noor       |
| Ricky Koole          | Simone     | zus van Noor         |
| Pepijn Schoneveld    | Willem     | broer van Noor       |
| Naomi van der Linden | Samira     | vrouw van Willem     |
| Mark van Eeuwen      | Joost      | (ex-)vriend van Noor |
| Tim Haars            | Joep       | klant van Noor       |
| Tibor Lukács         | Leo        | klant van Noor       |
| Loes Schnepper       | Anja       | buurvrouw van Dirk   |
| Ingeborg Elzevier    | Wiesje     | klant van Jan        |

## Afleveringen
| # | Aflevering   | Datum            | Kijkcijfers |
| - | ------------ | ---------------- | ----------- |
| 1 | De piek      | 10 december 2020 | 1.110.000   |
| 2 | Kersttoneel  | 17 december 2020 | 719.000     |
| 3 | Kerstdiner   | 24 december 2020 | 451.000     |
| 4 | Oud of nieuw | 27 december 2020 | 761.000     |